# Only Teardrops
«Only Teardrops» (español: Solo lágrimas) es la canción ganadora del Festival de la Canción de Eurovisión 2013 celebrado en la ciudad sueca de Malmö, representando a Dinamarca e interpretada por la cantante danesa Emmelie de Forest. La canción está compuesta y escrita por Lise Cabble, Julia Fabrin Jakobsen y Thomas Stengaard, y fue producida por Frederik Thaae.

## Carrera comercial

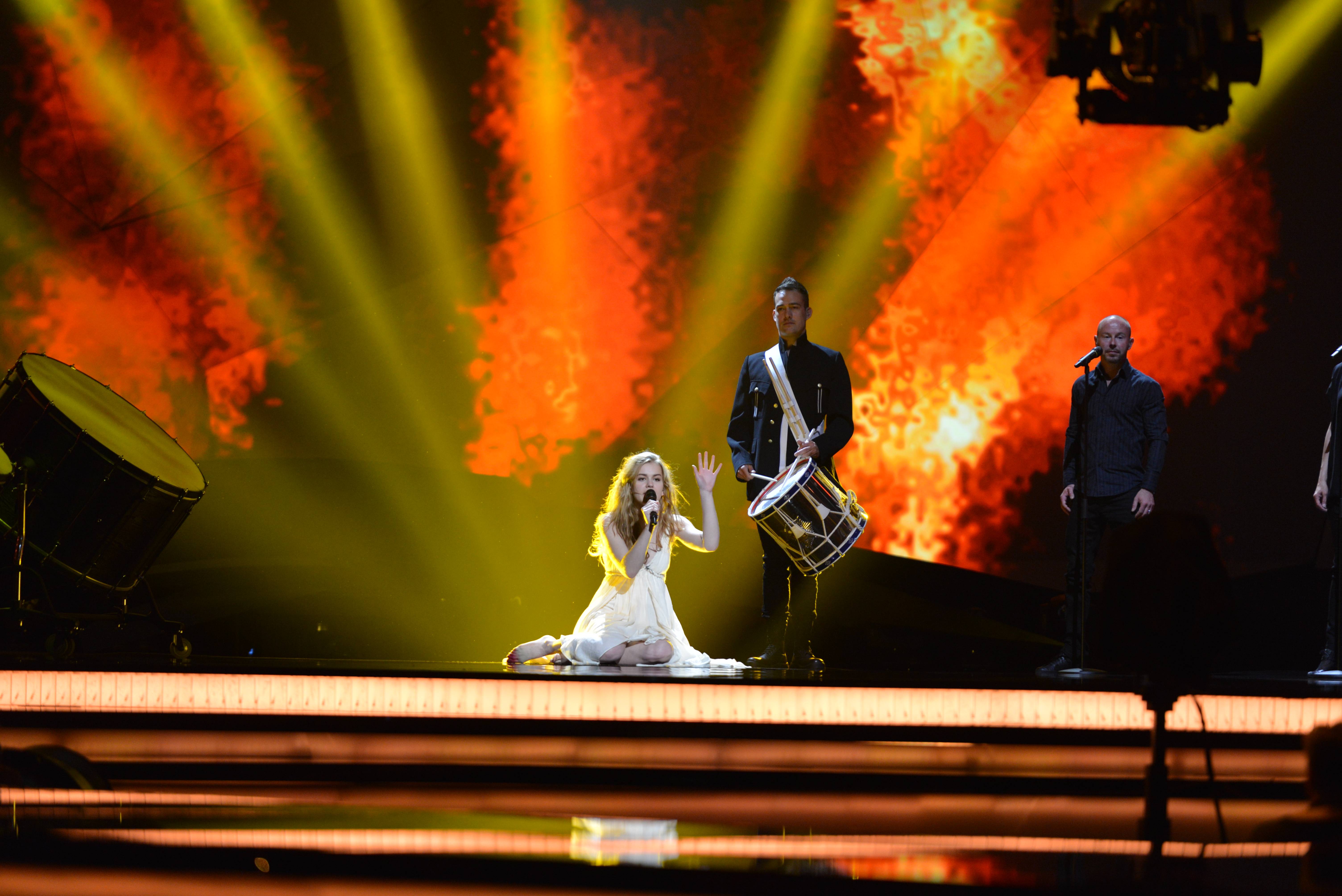
Emmelie de Forest interpretando la canción Only Teardrops en Eurovision 2013.

Tras ganar el festival Dansk Melodi Grand Prix 2013 de Dinamarca, la canción se colocó de inmediato en cabeza de la lista de descargas de iTunes en Dinamarca y debutó en segundo lugar en las lista semanal oficial de Tracklisten. Tras ganar el festival de Eurovisión, la canción volvió a entrar en la lista oficial danesa en el número uno.

## Listas semanales
| Lista (2013)                           | Posición más alta |
| -------------------------------------- | ----------------- |
| Alemania (Offizielle Deutsche Charts)  | 5                 |
| Australia (ARIA)                       | 47                |
| Austria (Ö3 Austria Top 40)            | 7                 |
| Bélgica (Flandes) (Ultratop 50)        | 11                |
| Bélgica (Valonia) (Ultratop 50)        | 26                |
| Brasil (Antena)                        | 2                 |
| Dinamarca (Tracklisten)                | 1                 |
| Escocia (Scottish Singles Sales Chart) | 14                |
| Eslovaquia (Rádio Top 100)             | 23                |
| España (Top 100 Canciones)             | 8                 |
| Finlandia (OFC)                        | 17                |
| Francia (SNEP)                         | 79                |
| Grecia Digital Songs (Billboard)       | 1                 |
| Islandia (Tonlist)                     | 2                 |
| Irlanda (IRMA)                         | 5                 |
| Luxemburgo (Billboard)                 | 4                 |
| Noruega (VG-lista)                     | 9                 |
| Países Bajos (Dutch Top 40)            | 15                |
| Países Bajos (Mega Single Top 100)     | 4                 |
| Reino Unido (UK Singles Chart)         | 15                |
| Suecia (Sverigetopplistan)             | 3                 |
| Suiza (Schweizer Hitparade)            | 3                 |
| Ucrania (TopHit)                       | 57                |

## Video musical
Emmelie publicó varias fotos en su cuenta de Facebook, durante la filmación del video, dirigido por Michael Sauer Christensen. Fue filmado en el bosque y en la playa. Fue lanzado el 13 de junio de 2013, en la página web de DR.